# Tom Copinger-Symes
Thomas Richardson Copinger-Symes, nacido en 1969, es un general de división del ejército británico.

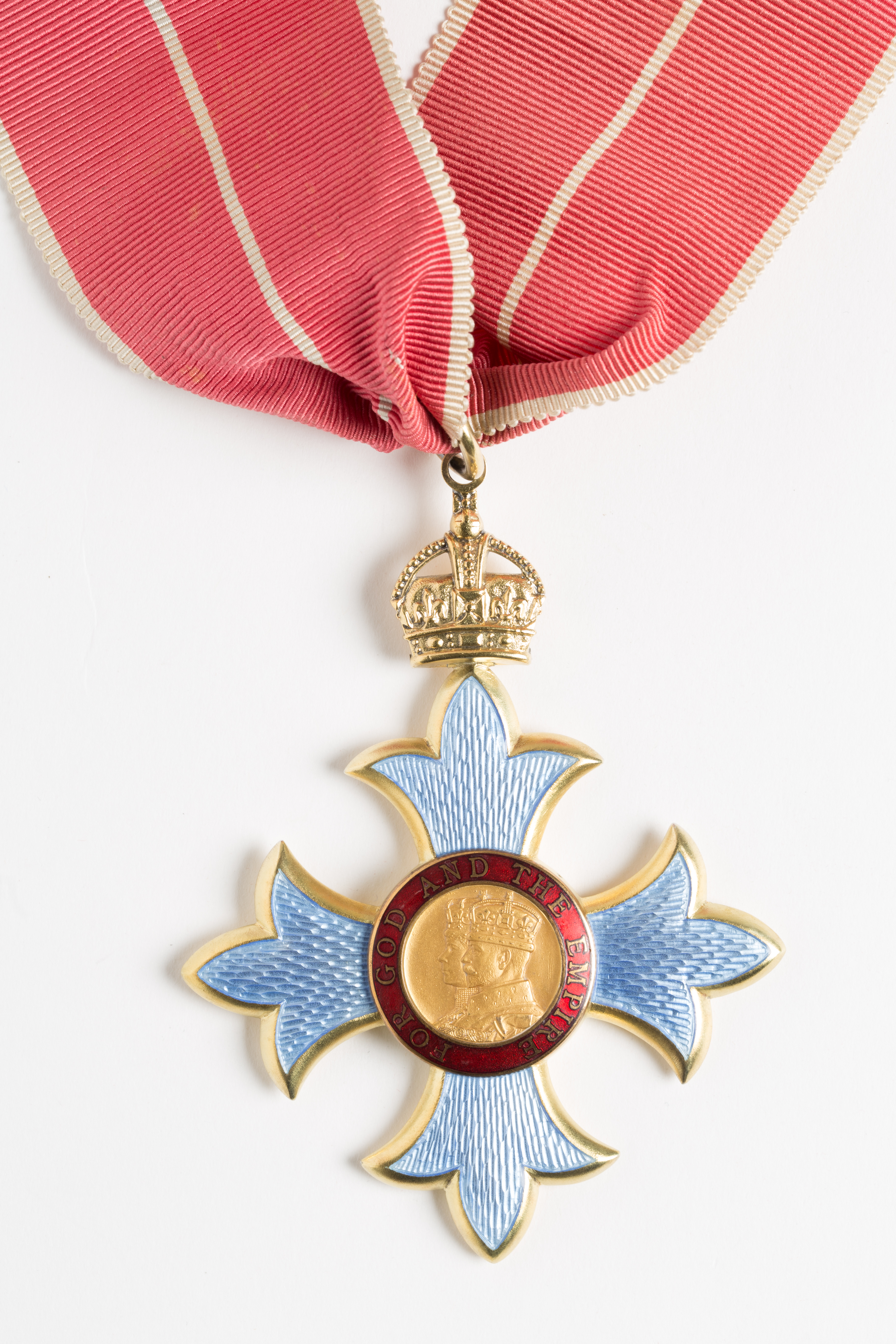
Insignia de CBE

## Biografía
De ascendencia de la hidalguía anglo-irlandesa, Copinger-Symes asistió al Pangbourne College, antes de pasar la Universidad de Warwick, donde consiguió B.A.
Ingresó a la Royal Military Academy de Sandhurst, luego se alistó en el Royal Green Jackets.
Sirvió en Afganistán como comandante del 5° Batallón, Los Rifles desde noviembre de 2011 hasta abril de 2012.
General de brigada ascendido y luego general de división, Copinger-Symes ha sido desde 2019 Director de Digitalización Militar del « UK Strategic Command ». Fue nombrado CBE en 2017.